# The Danger Signal (film fra 1925)
The Danger Signal er en amerikansk stumfilm fra 1925 instrueret af Erle C. Kenton.

## Medvirkende
- Jane Novak som Mary Browning
- Dorothy Revier som Laura Whitman
- Robert Edeson som Cyprus Browning
- Gaston Glass som Ralph Browning
- Robert Gordon som Robert Browning
- Mayme Kelso som Mrs. Whitman
- Lee Shumway som John Moran